# Breaking Bad
Breaking Bad és una sèrie de televisió dramàtica estatunidenca creada i produïda per Vince Gilligan. Les cinc temporades de la sèrie s'emeteren originalment a AMC, des del 20 de gener de 2008 fins al 29 de setembre del 2013. La ficció se centra en Walter White (Bryan Cranston), un professor de química a qui diagnostiquen un càncer de pulmó intractable i terminal. Això el fa entrar en un món criminal, produint i venent metamfetamina cristal·litzada juntament amb el seu exalumne Jesse Pinkman (Aaron Paul), a fi d'assegurar el futur financer de la seva família abans de morir. La sèrie està ambientada i rodada a Albuquerque (Nou Mèxic).
Walter està casat amb Skyler (Anna Gunn), amb qui té dos fills: Walter Jr. (RJ Mitte), adolescent, i Holly, encara bebè. Dos personatges molt recurrents són la germana de Skyler, Marie Schrader (Betsy Brandt), i el seu marit Hank Schrader (Dean Norris), un agent de la DEA. Més endavant Walter s'associa amb l'advocat Saul Goodman (Bob Odenkirk), que el connecta amb l'investigador privat Mike Ehrmantraut (Jonathan Banks) i en conseqüència amb el seu cap, el magnat narcotraficant Gus Fring (Giancarlo Esposito). A la cinquena temporada tenen un paper rellevant Todd Alquist (Jesse Plemons) i Lydia Rodarte-Quayle (Laura Fraser).
Breaking Bad és àmpliament reconeguda com una de les millors sèries de televisió de tots els temps. Quan s'emeté l'últim episodi la sèrie estava entre les més vistes de la televisió per cable estatunidenca. Ha estat guardonada amb nombrosos premis, inclosos setze premis Emmy, vuit premis Satellite, dos Globus d'Or, dos premis Peabody i un premi People's Choice. El 2014 Breaking Bad entrà als Guinness World Records com la sèrie més ben qualificada de la història.
Ha estat doblada al català per Televisió de Catalunya, que la va estrenar al Canal 3XL l'any 2011 i hi va emetre les tres primeres temporades. La quarta i la cinquena foren emeses a TV3 entre els anys 2012 i 2014.

## Argument
La sèrie se centra en la vida de Walter White, un sobrequalificat professor de química d'institut de 50 anys que viu a Albuquerque amb la seva dona Skyler White, que està embarassada, i el seu fill Walter White, Jr. L'endemà del seu 50è aniversari li és diagnosticat un càncer de pulmó inoperable. En rebre aquesta notícia, i amb l'ajut del seu exalumne Jesse Pinkman, decideix començar a produir metamfetamina amb l'objectiu de deixar prou diners per a la seva família perquè aquesta pugui tirar endavant quan ell ja no hi sigui. Com que és químic, serà capaç de crear un producte molt més pur que el del mercat, amb un caracterísitic color blau. Aviat la seva fama i la del "cristall blau" cridaran l'atenció de nombrosos comerciants, però també la del seu cunyat de la Brigada Antidroga Hank Shrader. Malgrat el pronòstic inicial, el càncer remet, però Walter, que com a professor se sentia poc reconegut, ha descobert el gust pel risc i sent orgull la seva capacitat. El que era una solució provisional esdevé una espiral que l'endinsarà més i més en el crim.

## Temporades
| Temporades | Temporades                        | Episodis | Començament          | Final                  |
| ---------- | --------------------------------- | -------- | -------------------- | ---------------------- |
|            | Primera temporada                 | 7        | 20 de gener de 2008  | 9 de març de 2008      |
|            | Segona temporada                  | 13       | 9 de març de 2009    | 31 de maig de 2009     |
|            | Tercera temporada                 | 13       | 21 de març de 2010   | 13 de juny de 2010     |
|            | Quarta temporada                  | 13       | 17 de juliol de 2011 | 9 d'octubre de 2011    |
|            | Cinquena temporada (primera part) | 8        | 15 de juliol de 2012 | 1 de setembre de 2012  |
|            | Cinquena temporada (segona part)  | 8        | 11 d'agost de 2013   | 29 de setembre de 2013 |

La primera temporada, a diferència de la segona i la tercera, consta només de 7 episodis. Tot i que en un principi estava previst fer-ne 13, se'n van haver de fer només 7 a causa de la vaga de guionistes a Hollywood. El 14 d'agost de 2011, la cadena AMC anuncià la renovació de la sèrie per a una cinquena i final temporada de 16 capítols, dividida en dues parts.

## Repartiment

### Personatges principals
- Bryan Cranston com a Walter White, (temporades 1-5).
Professor de química a Albuquerque. Quan descobreix que està morint de càncer de pulmó, decideix utilitzar el seu talent per produir metamfetamines per guanyar prou diners per a la seva dona Skyler i els fills Walter Junior i Holly. Però la seva entrada en el crim esborrarà la seva humanitat transformant el químic mans en un assassí i traficant cínic i despietat.
- Aaron Paul com a Jesse Pinkman, (temporades 1-5).
Antic estudiant de Walter White, ara drogoaddicte i traficant de metamfetamina, que l’ajuda a endinsar-se en el negoci de les drogues. Mentre Walter esdevé cada cop més despietat, Jesse evoluciona en sentit contrari, recuperant el seu bo i humà.
- Anna Gunn com a Skyler White, (temporades 1-5).
Esposa de Walter i mare de Walter Jr. i Holly.
- Dean Norris com a Hank Schrader, (temporades 1-5).
Cunyat de Walter i agent de la DEA, el departament antidroga dels EUA. Al llarg de la sèrie, lidera la investigació del cuiner de metamfetamina "Heisenberg", sense saber que el misteriós cap de la droga és el seu cunyat.
- Betsy Brandt com a Marie Schrader, (temporades 1-5).
Esposa de Hank i germana de Skyler. Pateix cleptomania.
- RJ Mitte com a Walter White Jr., (temporades 1-5).
Fill de Walter i Skyler, nascut amb paràlisi cerebral, a causa del qual es veu obligat a caminar amb crosses.
- Bob Odenkirk com a Saul Goodman, (reccurent: temporada 2; regular: temporades 3-5).
És un advocat estrafolari, especialitzat en la defensa de delinqüents ara irrecuperables, però extremadament astut, eficaç i sense escrúpols. És contractat per Walter i Jesse com a conseller.
- Giancarlo Esposito com a Gustavo Fring, (reccurent: temporada 2; regular: temporades 3-4).
Villain de la sèrie, és un distribuïdor xilè de metamfetamina, afiliat al càrtel, que gestiona el trànsit a tot Nou Mèxic i algunes zones circumdants. Posseeix una cadena de menjar ràpid anomenada Los Pollos Hermanos, que utilitza com a tapadora. És un criminal que "s'amaga a la vista", fent servir la seva filantropia envers els drogoaddictes i ajudant la comunitat, especialment la DEA, per amagar la seva veritable naturalesa i construir, pas a pas, el seu imperi il·lícit de drogues.
- Jonathan Banks com a Mike Ehrmantraut.
Antic policia corrupte, investigador privat de Saul Goodman i home de confiança a sou de Gus Fring.
- Laura Fraser com a Lydia Rodarte-Quayle.
Mare soltera, és parella de Gus Fring i gerent de Madrigal, empresa química que fan servir per importar la matèria primera per l'elaboració de la droga.
- Jesse Plemons com a Todd Alquist.
Treballador de Vamonos Pest, l'empresa de control de plagues que cobreix la fase de preparació de la metamfetamina al llarg de la cinquena temporada, més tard es converteix en membre de la banda criminal del seu oncle Jack.

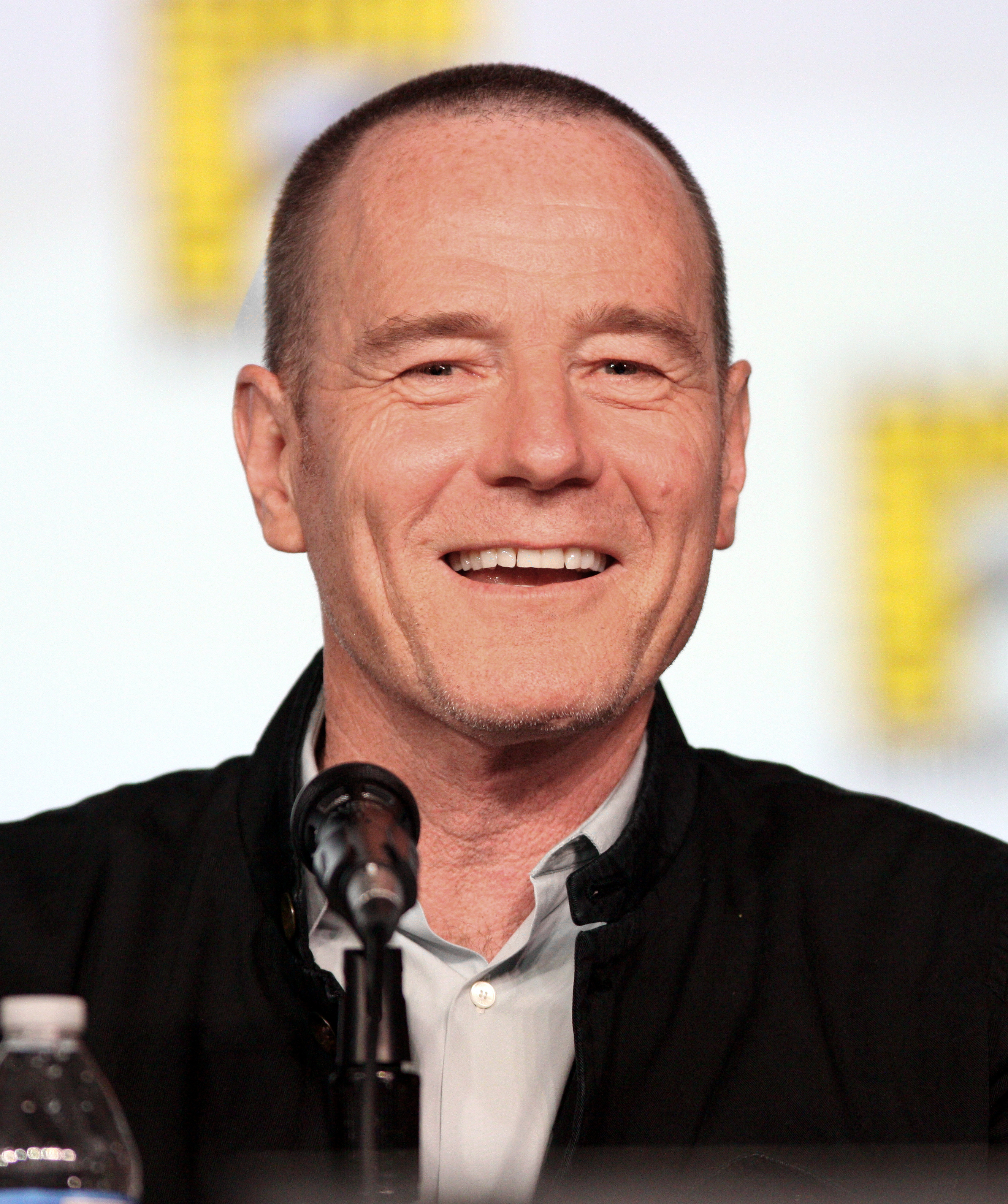
Bryan Cranston interpreta Walter White
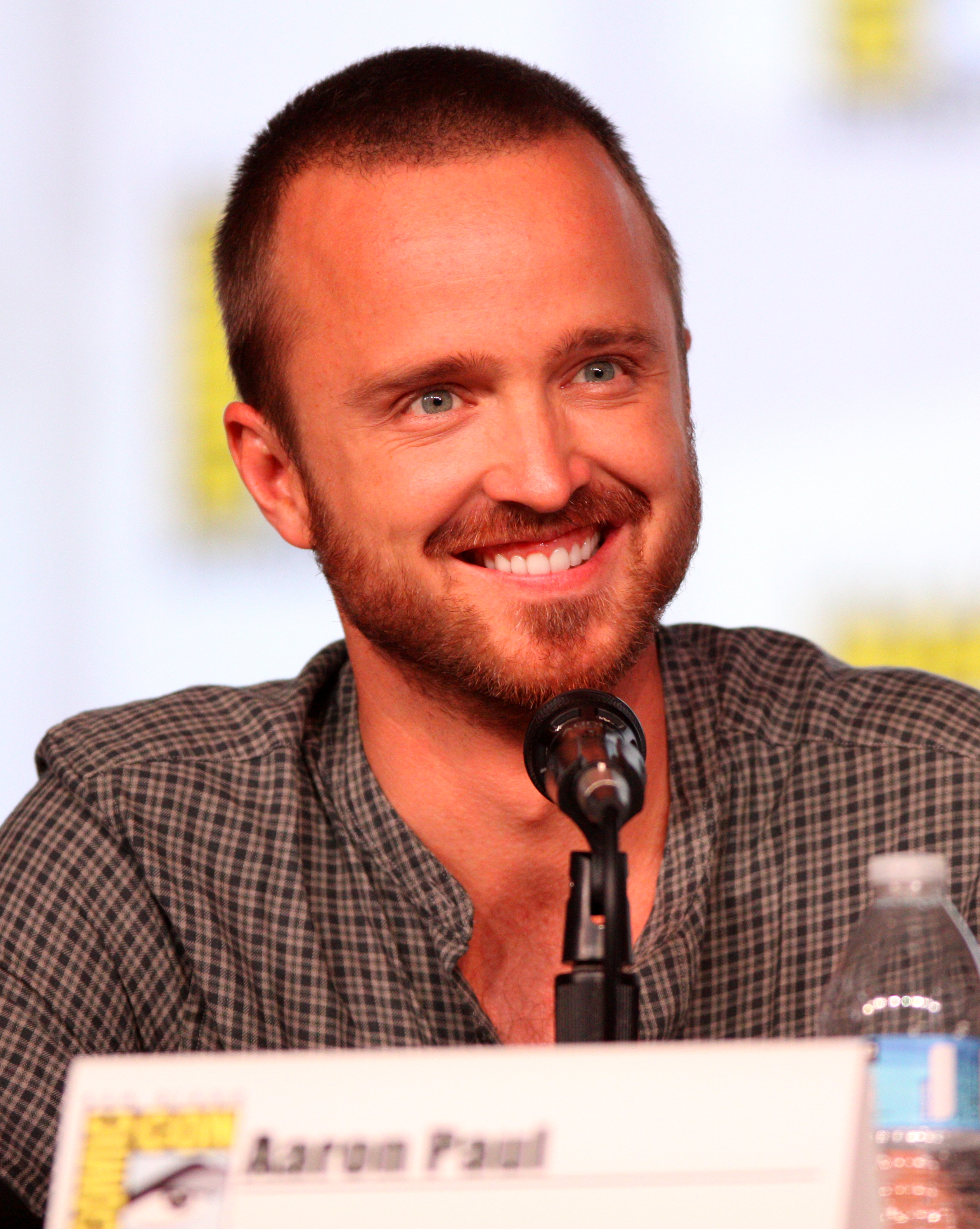
Aaron Paul interpreta Jesse Pinkman
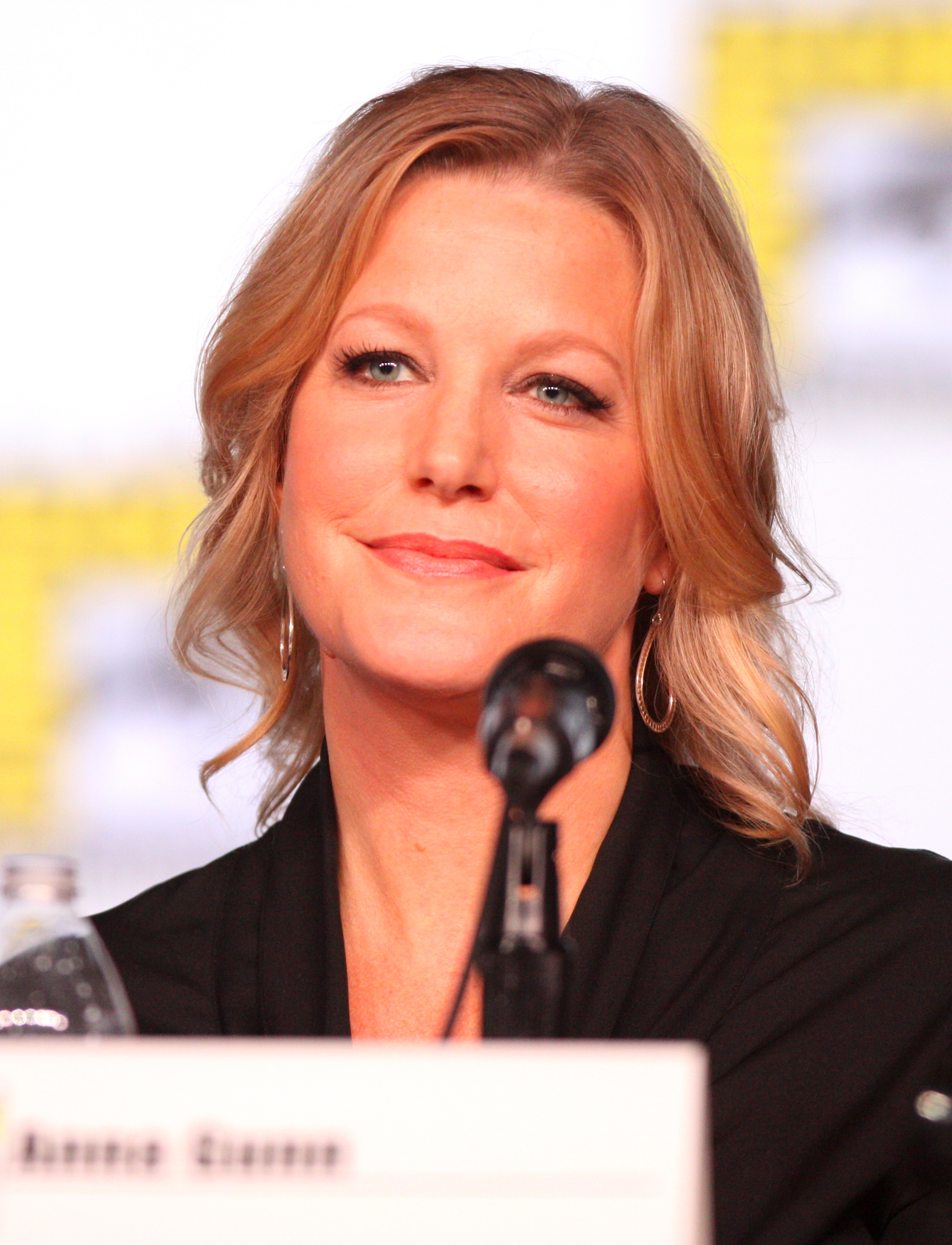
Anna Gunn interpreta Skyler White
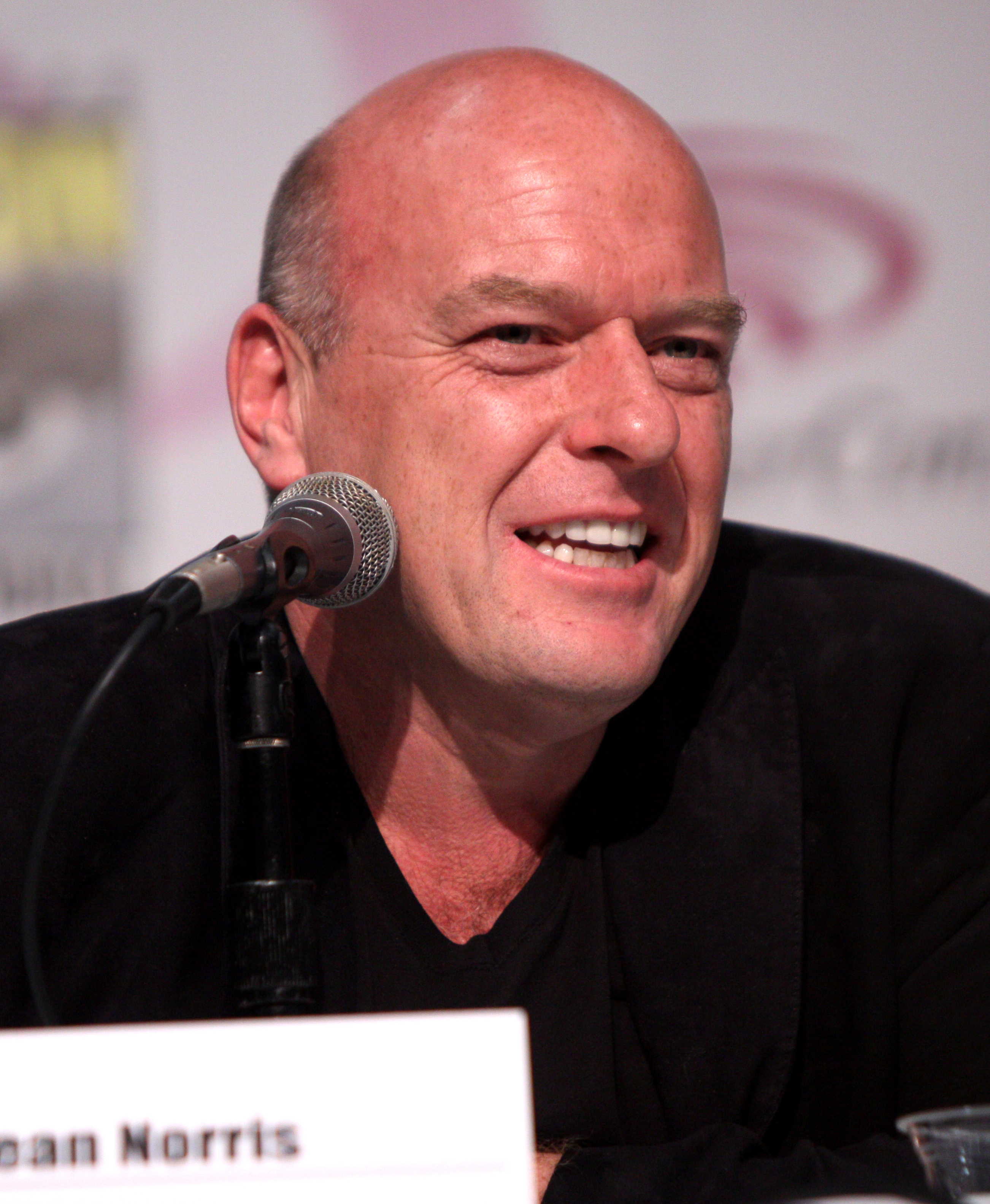
Dean Norris interpreta Hank Schrader
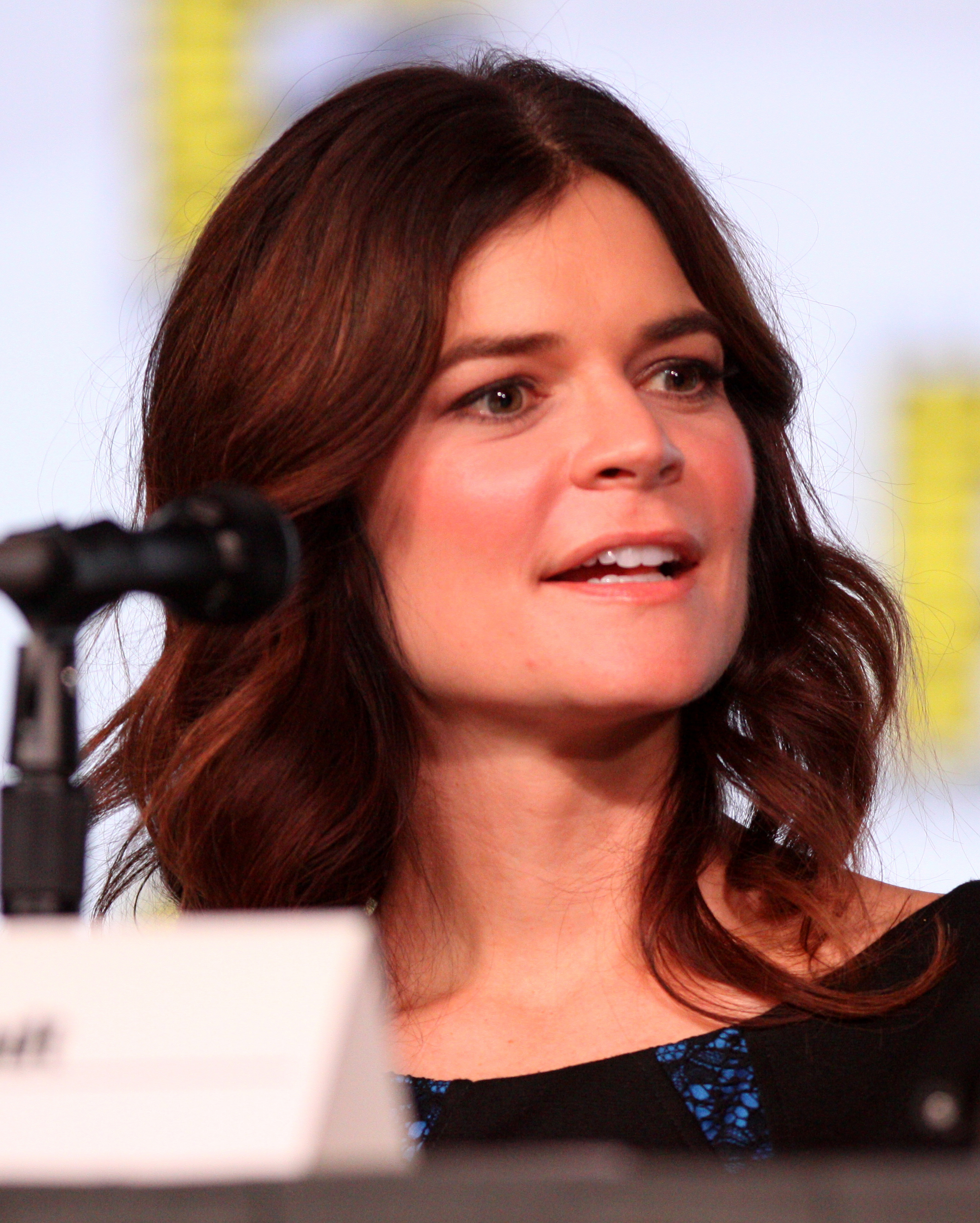
Betsy Brandt interpreta Marie Schrader
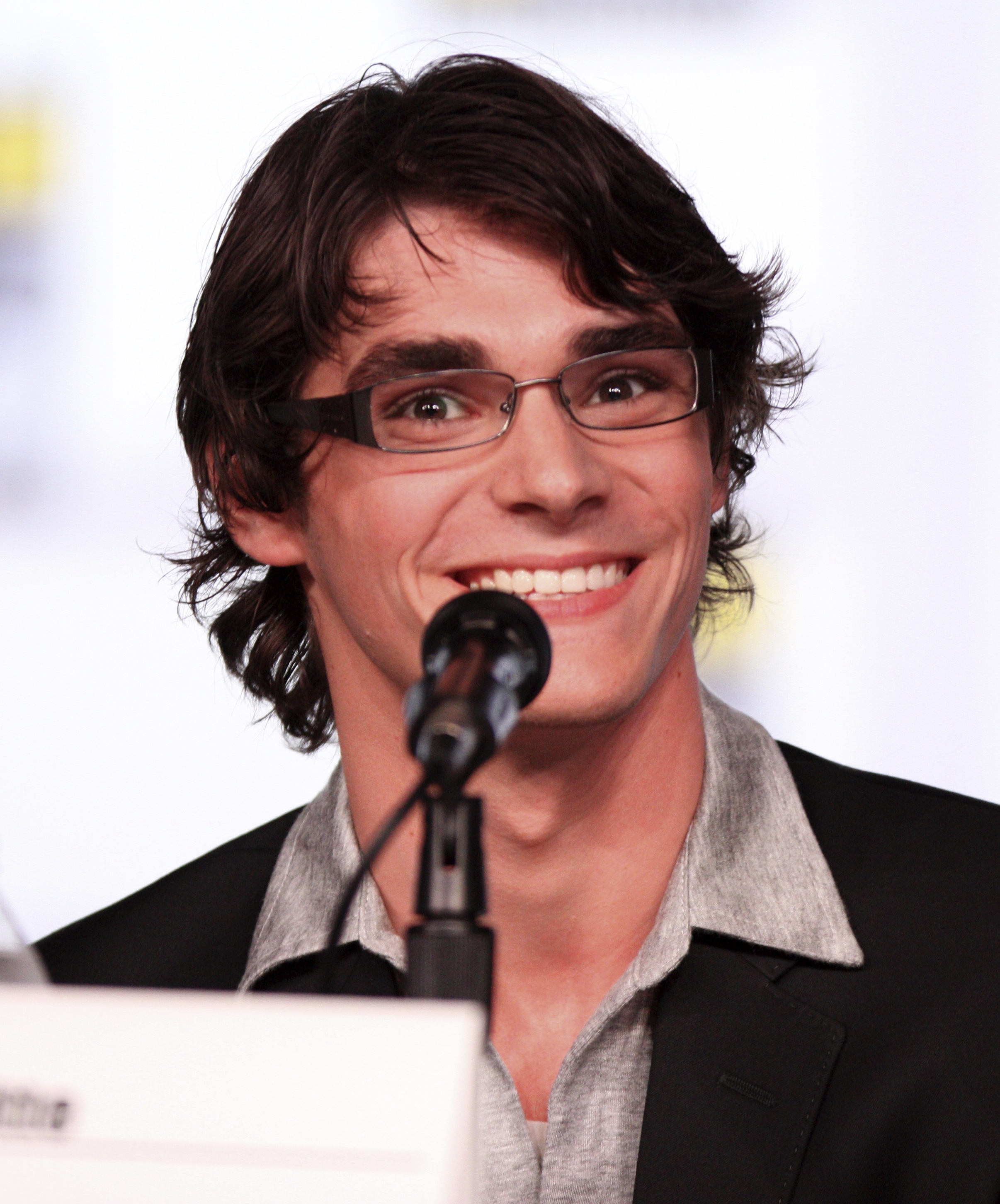
RJ Mitte interpreta Walter White Jr.
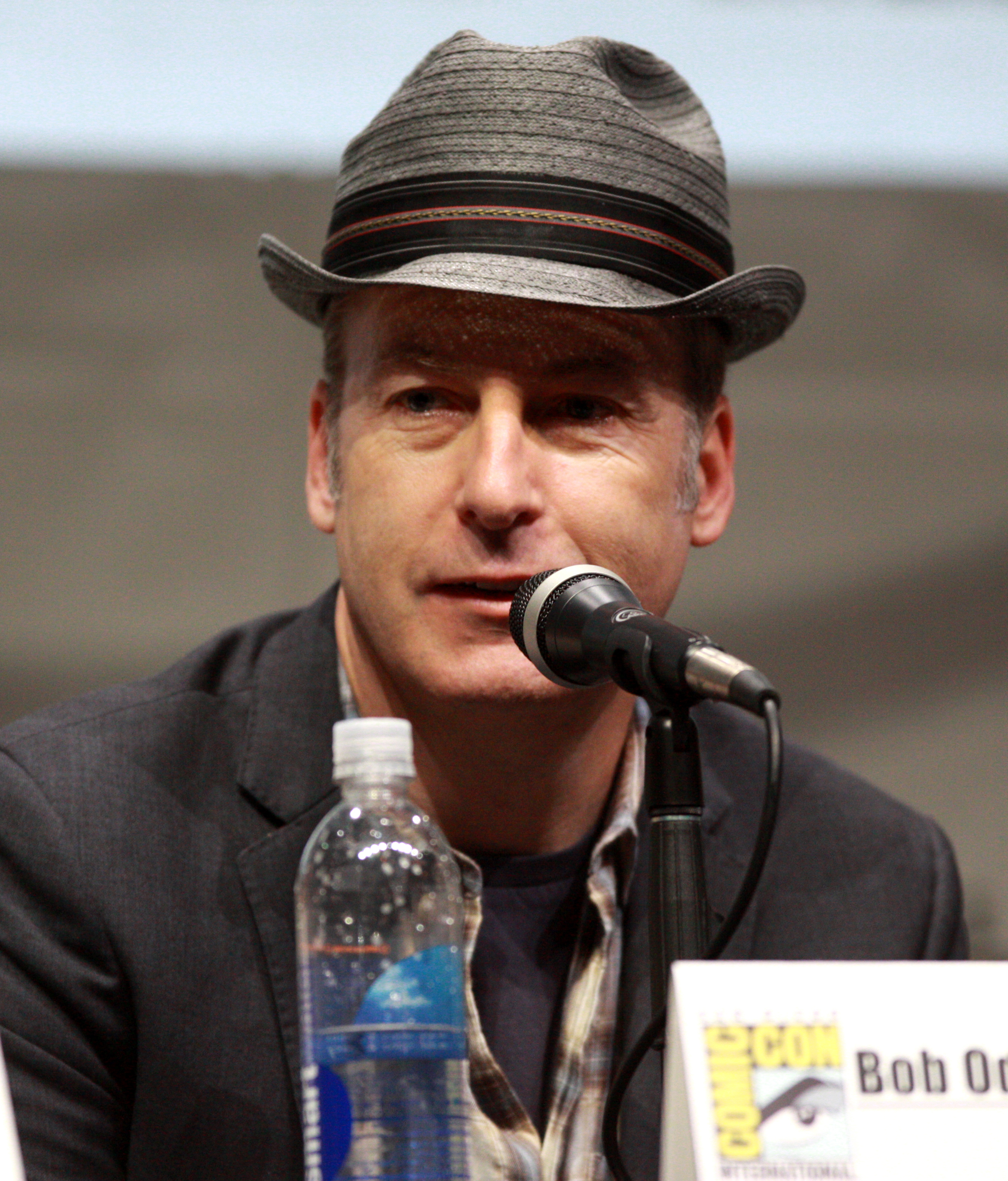
Bob Odenkirk interpreta Saul Goodman
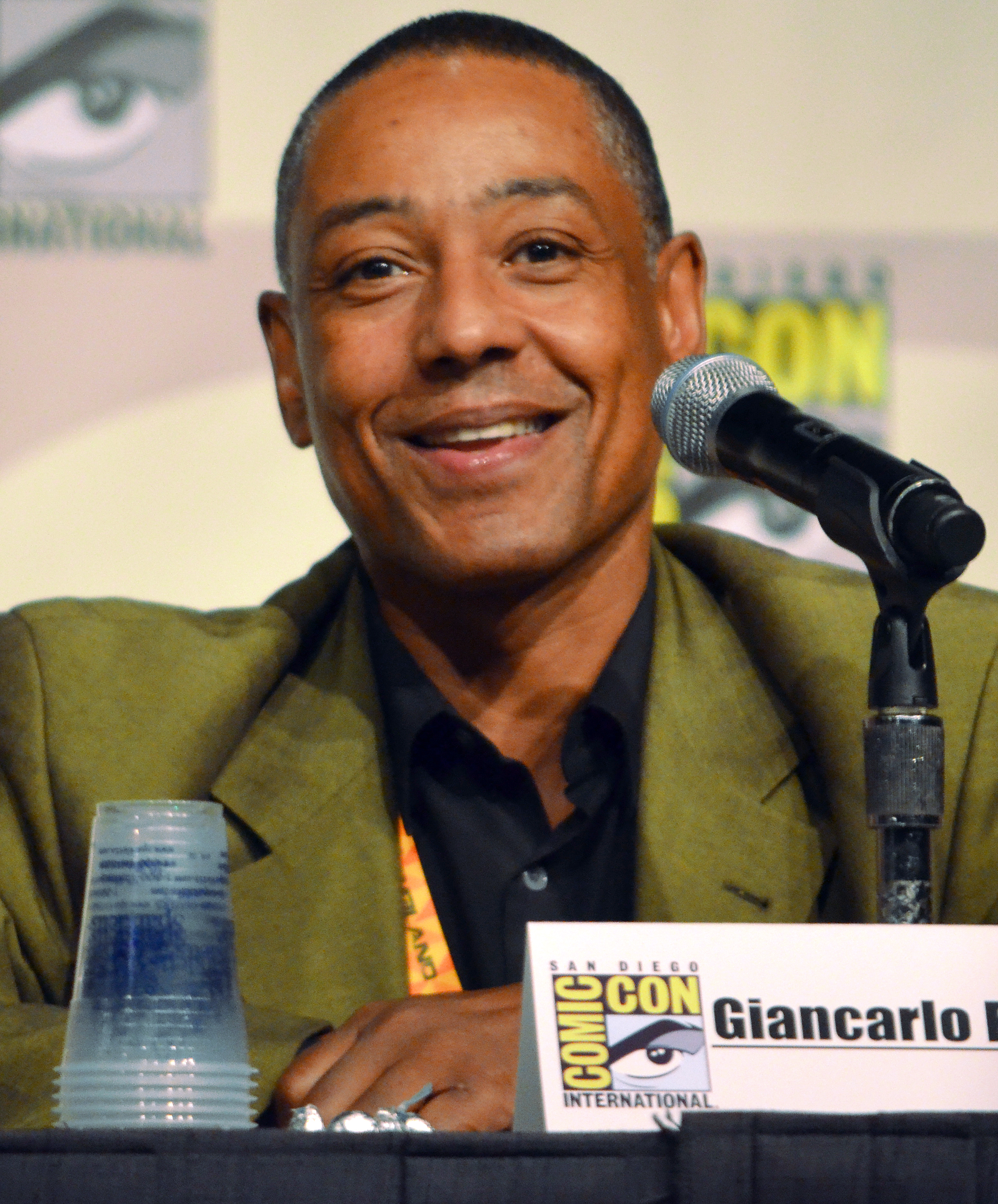
Giancarlo Esposito interpreta Gustavo Fring
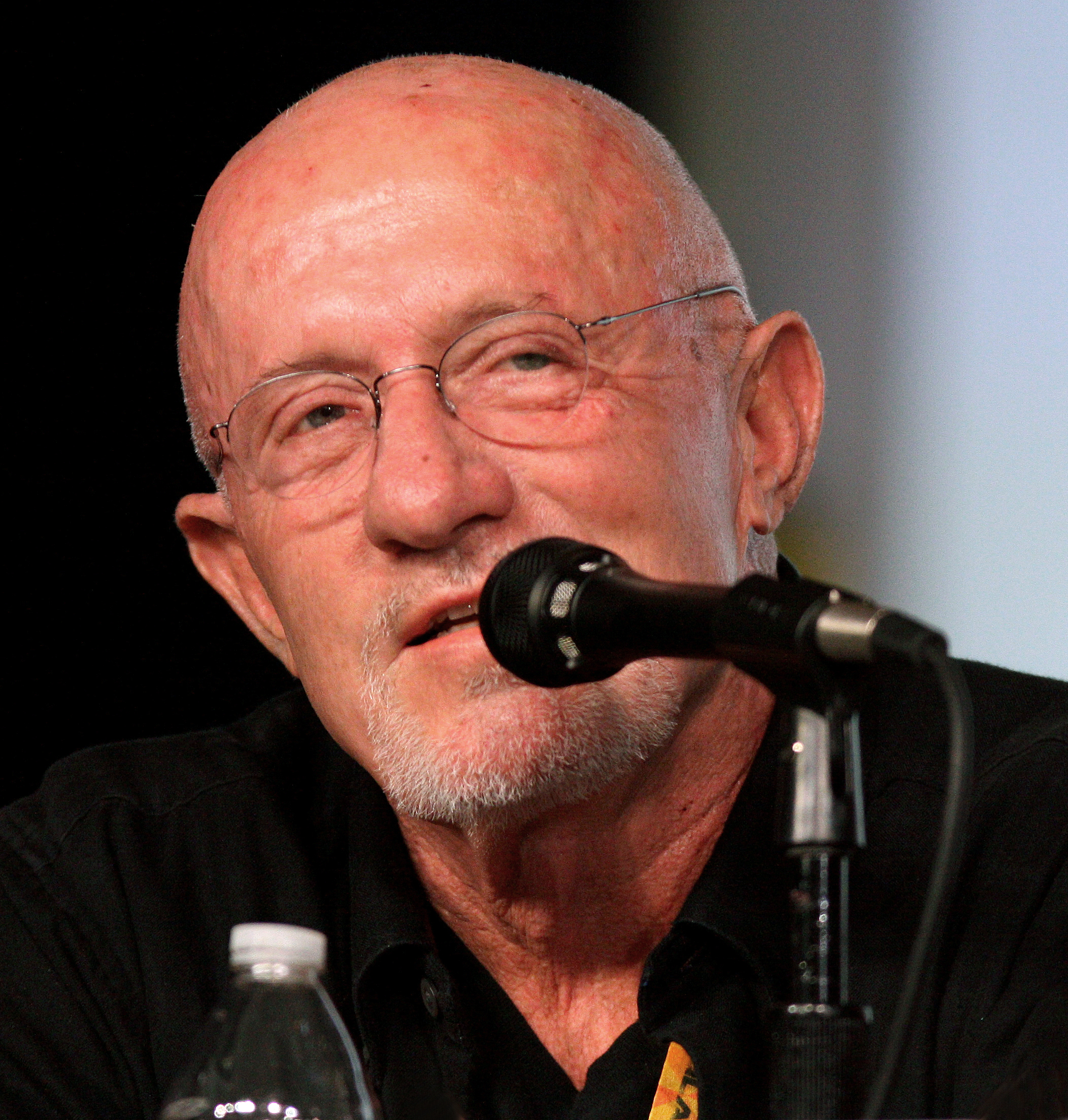
Jonathan Banks interpreta Mike Ehrmantraut
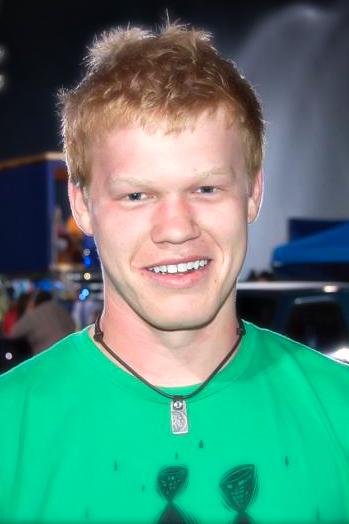
Jesse Plemons interpreta Todd Alquist

### Personatges Secundaris
- Steven Gomez (temporades 1-5), interpretat per Steven Michael Quezada.
Agent de la DEA, treballa amb Hank en el cas de la metamfetamina blava.
- Skinny Pete ("Peter el Prim") (temporades 1-5), interpretat per Charles Baker.
Un altre amic de Jesse, amb qui treballa juntament amb Combo i Brandon.
- Carmen Molina (temporades 1-3; convidat: temporada 4), interpretada per Carmen Serano.
Directora de l'institut on Walt ensenya i Walter Jr. estudia.
- Tuco Salamanca (temporades 1-2), interpretat per Raymond Cruz.
Un conegut traficant del càrtel i net d’Héctor Salamanca.
- Krazy-8 Molina (temporada 1), interpretat per Maximino Arciniega.
Distribuïdor comercial amb Jesse Pinkman i Tuco Salamanca.
- Brandon "Dropo" Mayhew (temporades 1-5), interpretat per Matt L. Jones.
Millor amic de Jesse Pinkman. Drifter i addicte a les drogues, treballa amb Jesse per vendre la metamfetamina de Walter.
- Christian "Combo" Ortega (temporades 1-2), interpretat per Rodney Rush.
Amic de Jesse, amb qui treballa juntament amb Brandon i Skinny Pete.
- Ted Beneke (temporades 2-5), interpretat per Christopher Cousins.
Empresari i antic amant de Skyler. Al capdavant del negoci familiar, Ted falsifica els llibres i acaba sota investigació federal. Skyler qui li proporcionarà diners procedents del negoci criminal de Walt per pagar el seu deute amb el fiscal.
- George Merkert (temporades 2-4; convidat: temporada 5), interpretat per Michael Shamus Wiles.
Agent especial de la DEA actuant com a cap de Hank i Steven i dels altres agents del departament.
- Héctor Salamanca (temporades 2-4), interpretat per Mark Margolis.
Va ser un dels líders del càrtel mexicà. Arran d'un ictus, ha quedat paralític i mut. Per comunicar-se, utilitza un timbre instal·lat a la cadira de rodes.
- Jane Margolis (temporada 2), interpretada per Krysten Ritter.
Companya de Jesse durant la segona temporada. Addicta a les drogues a penes desenganxada, hi torna a caure per influència de Jesse.
- Donald Margolis (temporades 2-3), interpretat per John de Lancie.
Pare de Jane. Treballa com a controlador aeri.
- Víctor (temporades 3-4), interpretat per Jeremia Bitsui.
Sicari i guardaespatlles de Gus Fring, s'encarrega del control de la bugaderia i del laboratori subterrani.
- Andrea Cantillo (temporades 3-5), interpretada per Emily Rios.
Companya de Jesse a partir de la tercera temporada.
- Brock Cantillo (temporades 3-4; convidat: temporada 5), interpretat per Ian Posada.
Fill d'Andrea i company de joc de Jesse.
- Gale Boetticher (temporada 3), interpretat per David Costabile.
Assistent de laboratori de Walter quan aquest no pot treballar amb Jesse.
- Leonel i Marco Salamanca (temporada 3), interpretats per Daniel Moncada i Luis Moncada.
Germans bessons, nebots d’Héctor Salamanca i despietats sicaris.
- Francesca Liddy (convidat: temporades 2-3; temporades 4-5), interpretada per Tina Parker.
Secretària de Saul Goodman.
- Huell Babineaux (temporades 4-5) interpretat per Lavell Crawford.
Guardaespatlles de Saul Goodman.
- Patrick Kuby (temporades 4-5), interpretat per Bill Burr.
Home a sou de Saul Goodman, es fa útil en diverses ocasions, tant per a Walter com per a Skyler.
- Tyrus Kitt (temporada 4), interpretat per Ray Campbell.
Un altre sicari de Gus Fring, subtitut de Victor.
- Eladio Vuente (temporada 4), interpretat per Steven Bauer.
Líder del càrtel de Juárez que té un compte pendent amb Gus Fring.
- Jack Welker (temporada 5), interpretat per Michael Bowen.
Oncle de Todd i líder despietat, llaminer i sàdic d’una banda de sicaris neo-nazis.